# Sant Elm

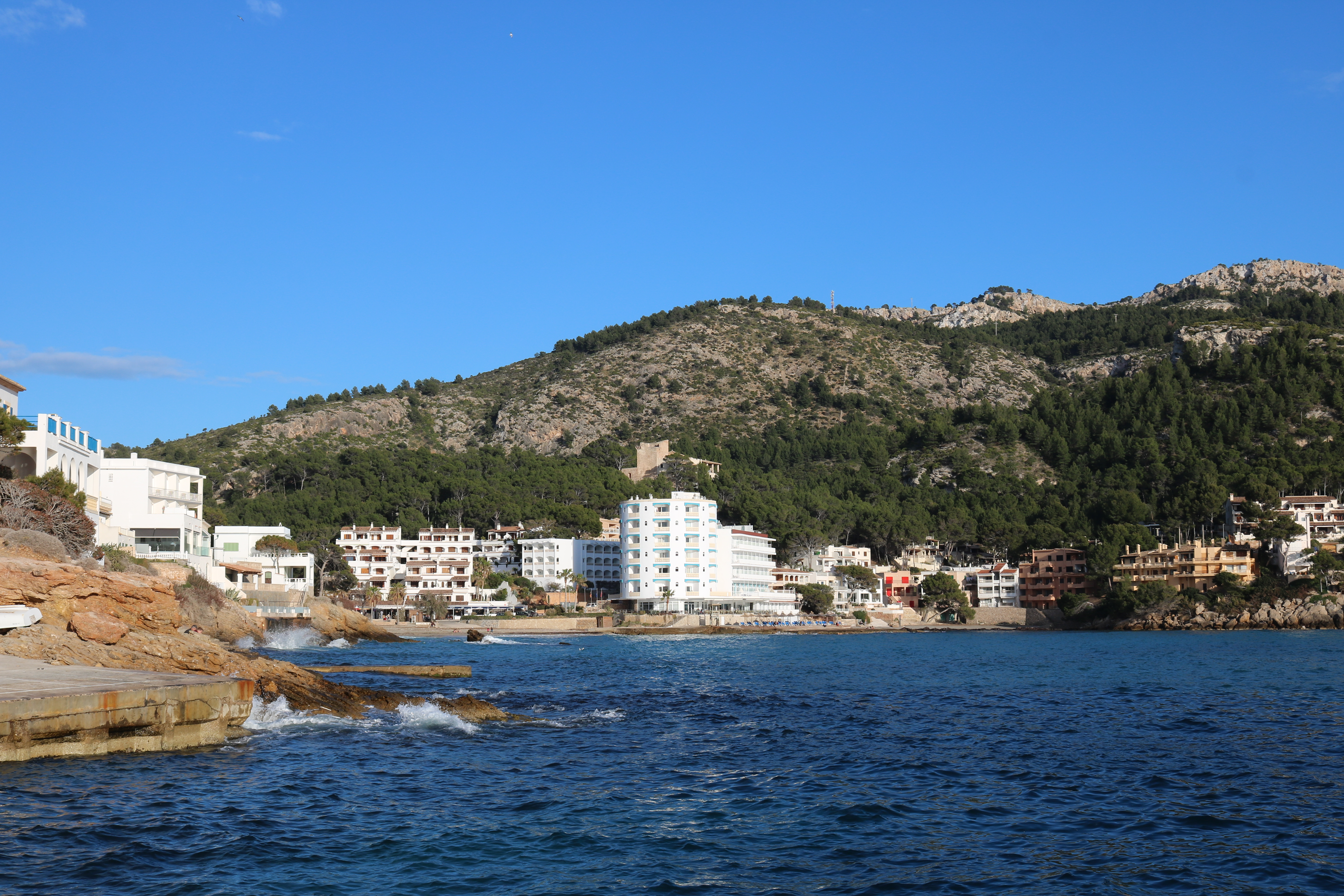
Blick auf den Strand von Sant Elm

Sant Elm (spanisch San Telmo) ist ein kleiner Ort mit einem 180 Meter langen Sandstrand auf der Baleareninsel Mallorca. Der Ort besteht vor allem aus kleineren Hotels und Sommerresidenzen, im Sommerhalbjahr ist er ein viel besuchtes Ausflugsziel und Ausgangspunkt für eine Bootsfahrt zur vorgelagerten Insel Sa Dragonera.

## Lage
Sant Elm liegt am westlichsten Landpunkt Mallorcas. Man erreicht den Ort von Andratx aus über das Dorf S’Arracó auf gewundener Straße durch die Berge.

## Sehenswürdigkeiten
Vor dem Strand von Sant Elm liegt die kleine Insel Es Pantaleu, etwas weiter vorgelagert erstreckt sich die Insel Sa Dragonera, die zu einem frühen Symbol für den Naturschutz auf den Balearen wurde: Um den Bau einer Feriensiedlung zu verhindern, besetzten Vogelschützer bereits 1977, inmitten der Transición, die Insel und zogen danach bis vor den Obersten spanischen Gerichtshof, der sich 1984 schließlich ihre Argumentation zu eigen machte und die Baugenehmigung verwarf, bevor Sa Dragonera 1987 vom Inselrat von Mallorca erworben wurde. Seit 1995 ist die Insel ein Naturschutzgebiet, in dem die endemische Dragonera-Eidechse (Podarcis lilfordi ssp. giglioli) zu Hause ist und Eleonorenfalken (Falco eleonorae) und Korallenmöwen (Ichthyaetus audouinii) gesichtet werden können.

## Aktivitäten
- Wanderung zum Torre de Cala en Basset, Kloster La Trapa
- Sant Elm ist eine Etappenstation auf dem Fernwanderweg GR 221 Ruta de Pedra en sec (deutsch: Route der Trockensteinmauern) von Port d’Andratx nach Port de Pollença[1]